# Parazoanthidae
Parazoanthidae is een familie van neteldieren uit de klasse van de Anthozoa (bloemdieren). 

## Geslachten
- Antipathozoanthus Sinniger, Reimer & Pawlowski, 2010
- Bergia Duchassaing & Michelotti, 1860
- Bullagummizoanthus Sinniger, Ocaña & Baco, 2013
- Corallizoanthus Reimer in Reimer Nonaka Sinniger & Iwase, 2008
- Hurlizoanthus Sinniger, Ocaña & Baco, 2013
- Isozoanthus Carlgren in Chun, 1903
- Kauluzoanthus Sinniger, Ocaña & Baco, 2013
- Kulamanamana Sinniger, Ocaña & Baco, 2013
- Mesozoanthus Sinniger & Haussermann, 2009
- Parazoanthus Haddon & Shackleton, 1891
- Savalia Nardo, 1844
- Umimayanthus Montenegro, Sinniger & Reimer, 2015
- Zibrowius Sinniger, Ocaña & Baco, 2013